# HD171771
HD171771 — хімічно пекулярна зоря спектрального класу A3, що має видиму зоряну величину в смузі V приблизно  8,5.
Вона  розташована на відстані близько 898,5 світлових років від Сонця.

## Пекулярний хімічний склад
Зоряна атмосфера HD171771 має підвищений вміст 
Cr
.